# Dikke Bertha (spel)

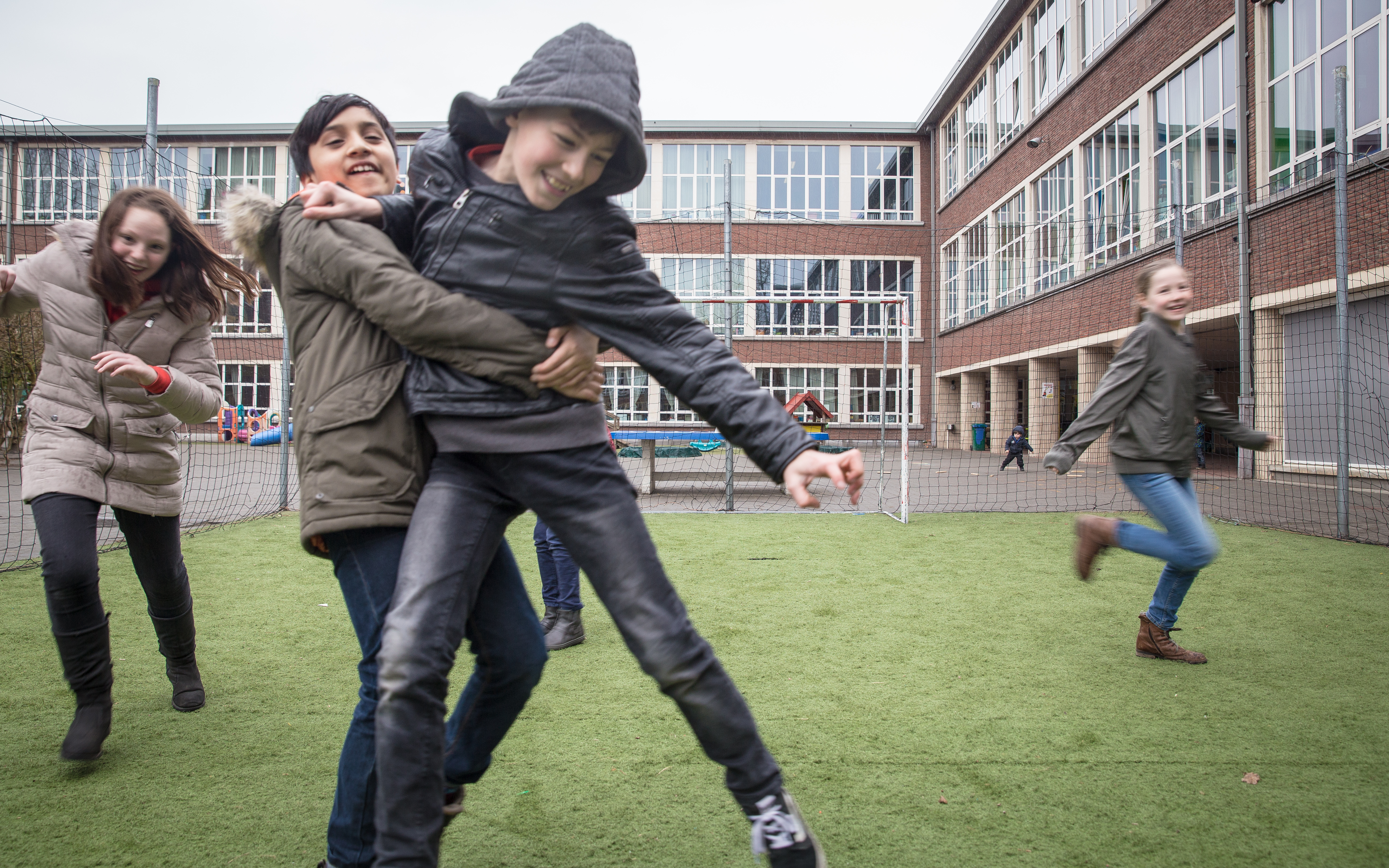
Kinderen spelen Dikke Bertha

Dikke Bertha is een kinderspel dat door zijn eenvoud populair is in de jeugdbeweging en op de speelplaats. Er is niets meer voor nodig dan een grote groep deelnemers.
Alle deelnemers gaan aan één kant van het speelveld staan. Twee deelnemers gaan in het midden staan. Dit zijn de dikke Bertha's. Zij proberen te verhinderen dat de deelnemers aan de andere kant van het speelveld geraken door hen op te tillen. Zodra je bent opgetild, ben je ook een dikke Bertha en moet je in het midden gaan staan om andere deelnemers op te tillen. Het doel van het spel is om als laatste uit de greep van de dikke Bertha's te blijven.
Een variant waarbij de deelnemers louter aangetikt moeten worden, wordt 'Overlopertje' of 'Schipper mag ik overvaren?' genoemd.

## Geschiedenis
Het spel kreeg zijn naam in de Eerste Wereldoorlog. Dikke Bertha was de naam van een zware houwitser die door de Duitsers werd gebruikt bij de belegering van forten. Ze zijn onder andere ingezet tijdens de belegering van Loncin en de fortengordel rond Antwerpen. Allicht maakte het geschut, dat 800 kilogram zware granaten afvuurde met bulderend lawaai, zo veel indruk dat het tot het collectieve onderbewustzijn is doorgedrongen.
Het spel op zich is ouder dan de Eerste Wereldoorlog. Het behoort tot de categorie van de zogenaamde 'koningsspelen', spelletjes waarbij een koning een veld moet verdedigen tegen anderen. Varianten, zoals bijvoorbeeld ook de voorloper van Schipper mag ik overvaren? werden in de negentiende eeuw gespeeld in Aalst, Molenbeek, Ninove en Antwerpen.
Wanneer en waar de variant ontstaan is die Dikke Bertha wordt genoemd is niet duidelijk. Vast staat dat 'De berg is mijn', een voorloper van het koningsspel, al voorkomt op het schilderij Kinderspelen van Pieter Bruegel de Oude uit 1560.